# Arkebek
Arkebek er en by og kommune i det nordlige Tyskland, beliggende i Amt Mitteldithmarschen i den centrale del af Kreis Dithmarschen. Kreis Dithmarschen ligger i den sydvestlige del af delstaten Slesvig-Holsten.

## Geografi
Landsbyen ligger ved Landesstraße 316 mellem kommunerne Albersdorf og Nordhastedt. I kommunen Arkebek ligger, udover hovedbyen, bebyggelserne Arkebeker Feld og Riesewohld.

### Nabokommuner
Nabokommuner er (med uret fra nord) kommunerne Schrum, Bunsoh, Albersdorf, Odderade og Nordhastedt (alle i Kreis Dithmarschen).